# Praderies i sabanes inundades
 Praderies i sabanes inundades  és un bioma, que generalment es troba en latituds tropicals i subtropicals les quals s'inunden estacionalment o durant tot l'any. Un exemple és a els Llanos de Veneçuela i el delta de l'Okavango a l'Àfrica.
Es caracteritzen per
- molta aigua
- temperatura càlida
- sòls rics en nutrients